# Guido Harbers

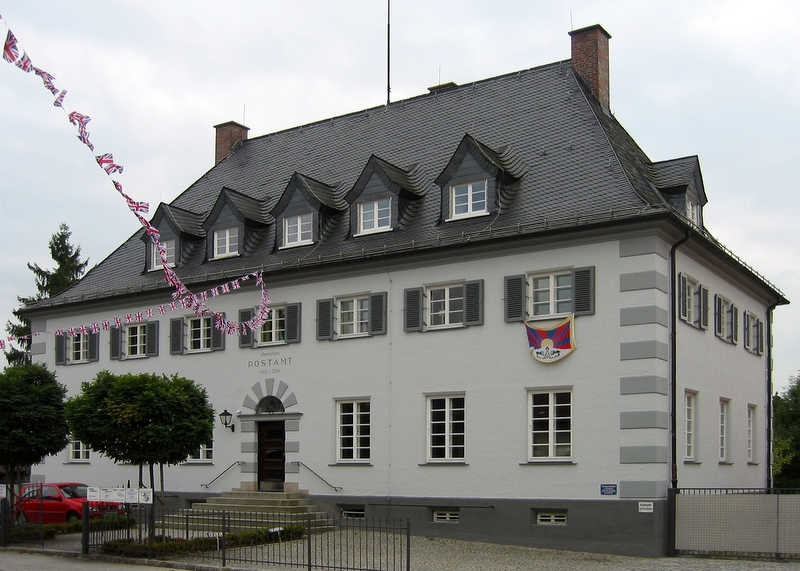
Postamt Dießen

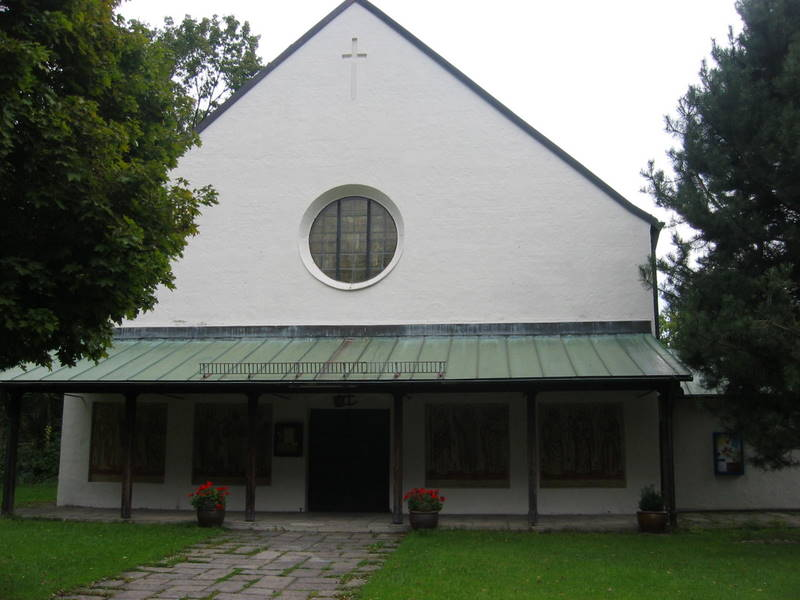
Gustav-Adolf-Kirche

Guido Harbers (* 4. September 1897 in Rom; † 29. Juli 1977 in Feilnbach) war ein deutscher Architekt und Baubeamter.

## Leben
Guido Harbers wurde als Sohn des Bankprokuristen Otto Harbers in Rom geboren, wo er die Deutsche Schule besuchte. Sein Abitur machte er nach der Rückkehr am Realgymnasium in Weimar. 1915 meldete sich Harbers als Freiwilliger für das Heer, wurde jedoch nach einer Erkrankung als untauglich entlassen. Er studierte Architektur an der Technischen Hochschule München, unter anderem bei Theodor Fischer, und schloss sein Studium 1921 mit Auszeichnung ab. Neben dem Studium arbeitete er beim Eisenbahnbau im Rahmen des Vaterländischen Hilfsdienstes.
Nach seiner Abschlussprüfung war er zwei Jahre im Baureferat der Oberpostdirektion München bei Robert Vorhoelzer beschäftigt, dabei war er an zahlreichen Postbauten beteiligt. 1923 absolvierte er die Staatsprüfung für den höheren Baudienst (Regierungsbaumeister) mit Auszeichnung. 1924 wechselte er in die Oberste Baubehörde des Innenministeriums, wo er unter anderem für die Planung und Konzeption der Deutschen Verkehrsausstellung 1925 in München als Oberbaumeister zuständig war. 1925 heiratete er Franziska Deininger, eine Schwägerin des hohen NS-Funktionärs Hermann Esser. Im Oktober 1925 wechselte er in das Hochbauamt der Stadt München unter Fritz Beblo.
Obwohl Vorhoelzer ihm großes Talent bescheinigt hatte, schwenkte Harbers nach der „Machtergreifung“ der Nationalsozialisten von der in der Postbauschule vertretenen gemäßigten Moderne zu einer traditionellen Formensprache um. Harbers trat zum 1. Oktober 1930 der NSDAP bei (Mitgliedsnummer 315.599) und war auch Mitglied im Kampfbund Deutscher Architekten und Ingenieure. Ab 1927 hatte er als Schriftleiter der Fachzeitschrift Der Baumeister großen Einfluss auf die Entwicklung der Architekturtheorie, sprach sich aber trotz seiner Ablehnung des Neuen Bauens am Beispiel der Stuttgarter Weißenhofsiedlung als „traditionslos“, „blutleer“ und „undeutsch“ nicht explizit für die Heimatarchitektur aus, sondern plädierte für eine Entideologisierung des Bauens. Was die Inneneinrichtung betraf, bevorzugte Harbers sogar eine vom Bauhaus geprägte nüchterne Modernität.
1933 wurde Harbers von Karl Fiehler zum Siedlungs- und Wohnungsbaureferenten der Stadt München ernannt. Er war unter anderem für die Gesamtkonzeption der Mustersiedlung Ramersdorf verantwortlich, die als Beitrag für die Siedlungsausstellung neue Formen des gartenstadtähnlichen Wohnens in Kleinhäusern demonstrieren sollte. 1935 wurde auf Harbers Initiative die Gemeinnützige Wohnungs- und Siedlungsgesellschaft neu gegründet, um in größerem Maße Volkswohnungen bereitzustellen. 1937 waren in der Münchener Maikäfersiedlung die ersten 421 Mietwohnungen und 190 Eigenheime bezugsfertig.
1945 bis 1948 verbrachte Harbers in US-amerikanischer Internierungshaft. Anschließend arbeitete er wieder als freier Architekt und Publizist; so als Schriftleiter für die Fachillustrierte Die Kunst und Das Schöne Heim (Bruckmann Verlag, München).

## Bauten und Entwürfe
- 1922: Umbau des Postamts Passau
- 1924: Postamt in Dießen am Ammersee (mit Robert Vorhoelzer und Alfred Bramigk)
- 1931: Einfamilienhaus[3]
- 1933–1934: NS-Mustersiedlung Ramersdorf, München[4]
- 1935: Gustav-Adolf-Kirche in München-Ramersdorf
- 1935–1937: Maikäfersiedlung in München-Berg am Laim
- 1938–1940: Siedlung der Gemeinnützigen Wohnstätten und Siedlungs-GmbH, München, Milbertshofener Straße
- 1953: Verwaltungsgebäude der Harpener Bergbau AG in Dortmund[2]
- vor 1958: Wohnhaus in Grünwald-Geiselgasteig[5]

## Schriften
- Das Kleinhaus. 1930.
- Lois Welzenbacher. Arbeiten der Jahre 1919 bis 1931. Georg D. W. Callwey, München 1931.
- Das freistehende Einfamilienhaus. Georg D. W. Callwey, München 1932.
- Der Wohngarten, seine Raum- und Bauelemente. Georg D. W. Callwey, München 1933.
- Das Holzhausbuch. Georg D. W. Callwey, München 1938.
- Das eigene Heim im Einzelgrundstück, in der Plansiedlung und in der Reihe. Otto Maier Verlag, Ravensburg 1951.